# Акай Боляєв
Ака́й Боля́єв (рос. Акай Боляев, ерз. Боляень Акай) — один з героїв селянської війни 1670-1671 років під проводом Степана Разіна на території Московського царства. Був відомий також як Мурзакайка або мурза Кайко. Національний герой ерзянського народу.
Народився в селі Костяшево, поблизу Саранська, в сім'ї ерзянського станичного мурзи, рік народження невідомий. Служив на Саранській оборонній лінії (Атемарська фортеця, Саранськ). У 1670 році пристав до повстанської армії Степана Разіна.
Загін Боляєва, що складався з мордовських та російських селян, діяв в районі Надволжя де проживало переважно ерзянське населення. Завдяки неабиякій мобільності йому вдавалося успішно протистояти каральним військам воєводи Юрія Барятинського.
Зібравши близько 7000 повстанців, 24 жовтня 1670 року Боляєв виступив проти Барятинського, але зазнав поразки біля річки Урень, що на північному заході сучасної Ульянівської області. Тоді він відійшов до річки Бариш і вже за два тижні зібрав нове військо, тепер вже з 15 тисяч бійців.
6 листопада Боляєв знову зійшовся з Барятинським біля Усть-Уренської та Кандаратської слобод, у місці, де зливаються річки Бариш та Урень. Кілька днів тривали запеклі бої, повстанці й на цей раз зазнали поразки. Був поранений і сам Акай Боляєв. Він змушений був відступити за річку Суру.
Але й це був не кінець. Більше того, дуже скоро сили повстанців збільшились до 20 тисяч, вони мали на озброєнні 20 гармат. Боляєв організував оборону міста Ардатов. 8 грудня біля села Тургенєво сталася вирішальна битва. Загону Боляєва на цей раз протистояли об'єднані сили царських каральних військ, чисельність яких становила близько 30 тисяч вояків. Повстанці були остаточно розбиті
Акай Боляєв з небагатьма вірними йому людьми сховався в рідному селі Костяшево. Але місцеві жителі його виказали урядовцям. Головнокомандувач царськими військами Юрій Долгоруков особисто виніс Боляєву смертний вирок, і в грудні 1670 чи січні 1671 року той був четвертований у Красній Слободі (сучасне місто Краснослободськ в Республіці Мордовія).